# Hanna Erikson
Valborg Hanna Linnea Erikson, född 2 juni 1990, född Brodin, är en svensk före detta längdskidåkare. Hon slog igenom i februari 2009 då hon tog tre medaljer i Junior-VM i franska Praz de Lys. Hennes resultat gav henne en plats i den svenska VM-truppen till senior-VM i Liberec veckorna efter. Erikson debuterade i mästerskapet på 10 km klassisk stil där hon slutade på en 38:e plats.
Erikson är uppvuxen i Falun och åkte då för Falun-Borlänge SK. År 2010 bytte hon klubb till Åsarna IK.
Erikson kom tvåa i den klassiska sprinten i Otepää den 23 januari 2011. Slovenskan Petra Majdic vann. Erikson vann den 29 december 2013 fristilssprinten i Oberhof, vilken utgjorde den andra etappen i Tour de Ski 2013/2014.
Efter några år med skadebekymmer valde hon år 2016 att avsluta sin skidkarriär.

## Meriter

### Övriga segrar
| Datum            | Land     | Ort     | Disciplin                                       |
| ---------------- | -------- | ------- | ----------------------------------------------- |
| 29 december 2013 | Tyskland | Oberhof | Sprint fristil (Etappseger i Tour de Ski 13/14) |